# Немо, Филипп
Филипп Немо (фр. Philippe Nemo, род. 11.05.1949, Париж) — французский философ, политолог и историк.
Эмерит-профессор ESCP Europe.
Доктор словесности и гуманитарных наук
В 1978-1982 годах преподавал в Турском университете.
С 1982 года профессор ESCP Europe (Высшая школа коммерции), где также с 1999 года является директором Центра исследований в экономической философии.
В 2006 году приглашённый профессор Университета Кэйо в Токио.
Член Республиканской партии.
Известность приобрёл заявленный им тезис о «глубокой аморальности» социальной справедливости.
Является ведущим французским специалистом по Ф. А. Хайеку.
Автор «Иов или избыток зла» (Grasset, 1978).
Автор «Истории политических идей», переведенной на многие языки.